# Месцисько (гміна)
Гміна Месьцисько (пол. Gmina Mieścisko) — місько-сільська гміна у північно-західній Польщі. Належить до Вонґровецького повіту Великопольського воєводства.
Станом на 31 грудня 2011 у гміні проживало 6080 осіб.

## Територія
Згідно з даними за 2007 рік площа гміни становила 135.62 км², у тому числі:
- орні землі: 77.00%
- ліси: 15.00%

Таким чином, площа гміни становить 13.03% площі повіту.

## Населення
Станом на 31 грудня 2011:
| Опис     | Загалом | Загалом | Чоловіки | Чоловіки | Жінки | Жінки |
| -------- | ------- | ------- | -------- | -------- | ----- | ----- |
| одиниця  | осіб    | %       | осіб     | %        | осіб  | %     |
| все      | 6080    | 100     | 3049     | 50.15    | 3031  | 49.85 |
| міське   | 0       | 100     | 0        |          | 0     |       |
| сільське | 6080    | 100     | 3049     | 50.15    | 3031  | 49.85 |

## Сусідні гміни
Гміна Месьцисько межує з такими гмінами: Вонґровець, Дамаславек, Клецько, Мелешин, Скокі, Яновець-Велькопольський.